# Lúa (equitación)
Se llama lúa a un utensilio a modo de guante hecho de tejido de esparto pero sin separación para los dedos que se utiliza para limpiar los caballos. 
La lúa tiene la figura de un saquillo en el que se introduce la mano y sirve para frotar los remos y la parte inferior del abdomen cuando estas partes están sucias de barro con el fin de desprenderlo reduciéndolo a polvo. A falta de este instrumento puede ejecutarse la operación haciendo uso de un puñado de heno, paja, granzones, etc. 
El uso de la lúa era de suma utilidad en los institutos montados del ejército en los que cada tenía asignada una. 